# Елефтеротіпія
Елефтеротіпія (грец. Ελευθεροτυπία — Вільна преса) — грецька щоденна газета, друкується в Афінах, одна з найпопулярніших в країні.
Недільний випуск газети має назву Кіріакатікі Елефтеротіпія (грец. Κυριακάτικη Ελευθεροτυπία), вміщує статті журналістів Le Monde Diplomatique, присвячених вивченню основних міжнародних питань.
Щосереди разом із газетою виходить додаток — журнал коміксів та карикатур «9», який шалено популярний, щонеділі його купують близько 200 тисяч греків.

## Історія
Газета публікується з 1975 року. Первісно належала журналістам, які її випускали, тому сміливо ламала стереотипи сучасної грецької преси. У кінцевому підсумку стала власністю братів Тегопулос, і нині публікується Танасісос Тегопулосом, зберігаючи свою традиційну соціалістичну внутрішню і міжнародну позиції.
Газета дотримується соціал-демократичної концепції, проте характеризується викладом думок, радикальніших, ніж її головний конкурент «То Віма». Газету часто підтримує Всегрецький соціалістичний рух, відомий також як ПАСОК, проте газета вже неодноразово піддавала критиці дії уряду Йоргоса Папандреу.
У суботньому та недільному випуску «Елефтеротіпія», як правило, випускає тематичні статті провідних журналістів, які спільно використовують узагальнювальну назву «Ιος» (перекладається з грецької як «вірус»). Рубрика «Ιος» відома своєю націленістю і сильно критикує грецький крайніх правих, церкву, армію, поліцію і зовнішню політику Сполучених Штатів.

## «Елефтеротіпія» і терористичні групи
У квітні 1977 року Революційна організація 17 листопада надіслала відозву в редакцію Елефтеротіпії під назвою «Відповідь партіям і групам» («Απάντηση στα κόμματα και τις οργανώσεις»). У передмові маніфесту терористи заявили, що Елефтеротіпія обрана ними, оскільки 1) вона першою повідомила про напади і б) стала рупором усіх лівих, навіть якщо не підтримує їхньої ідеології. Ця подія поклала початок тенденції, яка тривала до 2002 року, коли організацію 17 листопада викрили і захопили її ватажків.
Інші грецькі ліві радикальні і терористичні організації, такі як ELA, а також невеликі групи бойовиків-анархістів, також направляли свої звернення суто Елефтеротіпії, в припущенні, що мають більше шанси опублікувати на її шпальтах свої вимоги та погляди.
Газета стала відомою своєю політикою публікації прокламацій териристів як є, без критичних зауважень. До 2002 року редактори газети утримувалися від засудження терористичних актів, у тому числі вбивств. У минулому деякі журналісти Елефтеротіпії навіть критикували законодавство з боротьби з тероризмом. Частина суспільства сприймала це як доказ підтримки Елефтеротіпією тероризму.
У листопаді 2005 року Апеляційний суд в Афінах постановив, що видавнича компанія Tegopoulos Ekdoseis A. E., головний редактор газети Серафім Фентанідіс та двоє журналістів Елефтеротіпії винні у наклепі на окружного прокурора Христоса Ламбросу. Вони були оштрафовані на 60 000 євро кожний, які мали бути сплачені пану Ламбросу.